# Dolce Alice
Dolce Alice (Sweet Alice)  è un film pornografico del 1983 diretto da Joseph F. Robertson.

## Trama
Uno sprovveduto cowboy, Billy Joe, arriva a Hollywood alla ricerca della sua mogliettina Alice, fuggita dal paesino per vivere in città. Lo aiuta a cercarla una bella detective. Scopriranno che la donna è diventata una diva dei film porno.

## Riprese
Girato a Los Angeles e nel "Sable Ranch" di Santa Clarita (California).